# Kaladawa
Kaladawa is een bestuurslaag in het regentschap Tegal van de provincie Midden-Java, Indonesië. Kaladawa telt 5561 inwoners (volkstelling 2010).